# مكورات عنقودية
المكورات العنقودية أو العُنْقُوديّات (باللاتينية: Staphylococcaceae) فصيلة (عائلة) من البكتيريا إيجابية الغرام تشمل عدة أجناس، منها العنقودية التي تشمل عدداً من الأنواع الممرضة. يعزى اكتشاف المكورات العنقودية إلى الجراح الإسكتلندي السير ألكسندر أوغستون.